# Конюхи (Росія)
Ко́нюхи (рос. Конюхи) — селище у складі Барнаульського міського округу Алтайського краю, Росія.

## Населення
Населення — 20 осіб (2010; 16 у 2002).
Національний склад (станом на 2002 рік):
- росіяни — 94 %